# Erithacus
Erithacus és un gènere d'ocells de la família dels muscicàpids (Muscicapidae). Segons la Classificació del Congrés Ornitològic Internacional (versió 12.1, gener 2022) aquest gènere està format per una única espècie:
- Erithacus rubecula - Pit-roig

El rossinyol del Japó i el rossinyol de les Ryukyu també estaven classificats en aquest gènere (com Erithacus akahige i E. komadori), però van ser traslladats al gènere Larvivora el 2006.

## Espècies fossils
- †Erithacus horusitskyi Kessler & Hir, 2012 (Miocè a Hongria)[3]
- †Erithacus minor Kessler, 2013 (Pliocè a Hongia)[4]